# Olympische Sommerspiele 1964/Teilnehmer (Japan)
| Gelbes Symbol für Goldmedaillen mit stilisierten Olympischen Ringen | Graues Symbol für Silbermedaillen mit stilisierten Olympischen Ringen | Braundes Symbol für Bronzemedaillen mit stilisierten Olympischen Ringen |
| ------------------------------------------------------------------- | --------------------------------------------------------------------- | ----------------------------------------------------------------------- |
| 16                                                                  | 5                                                                     | 8                                                                       |

Japan nahm an den Olympischen Sommerspielen 1964 in Tokio mit einer Delegation von 328 Athleten (270 Männer und 58 Frauen) an 155 Wettkämpfen in 21 Sportarten teil. Fahnenträger bei der Eröffnungsfeier war der Freistilschwimmer Makoto Fukui.
Mit 29 Medaillen belegte die Gastgebernation den dritten Platz im Medaillenspiegel. Erfolgreichste Athleten waren die Turner Yukio Endō und Shūji Tsurumi mit jeweils vier Medaillen. Im Mannschaftswettbewerb konnte Takashi Ono, der bei der Eröffnungsfeier den olympischen Eid sprach, seine 13. und letzte Olympiamedaille erringen. Seine Ehefrau Kiyoko Ono gewann mit der Frauenmannschaft Bronze. Auch im erstmals ausgetragenen Volleyball war die Nation erfolgreich: Die Frauenmannschaft gewann die Goldmedaille, die Männer holten Bronze, konnten jedoch die Turniersieger aus der Sowjetunion besiegen. Ferner gelangen im Judo, welches ebenfalls erstmals auf der Agenda stand, Erfolge für Japan: In drei der vier Turniere konnte sich der japanische Athlet durchsetzen, lediglich Akio Kaminaga musste sich im Finale der Offenen Klasse dem Niederländer Anton Geesink geschlagen geben.

## Teilnehmer nach Sportarten

### Basketball
Männer
- 10. Platz
- Katsuo Bai
- Yoshitaka Egawa
- Seiji Fujie
- Nobuo Kaiho
- Akira Kodama
- Takashi Masuda
- Fumihiko Moroyama
- Kunihiko Nakamura
- Setsuo Nara
- Masashi Shiga
- Katsuji Tsunoda
- Kaoru Wakabayashi

### Boxen
Männer
- Kichijiro Hamada
- Tadayuki Maruyama
- Koji Masuda
- Takao Sakurai
Gold  Bantamgewicht
- Kanemaru Shiratori
- Masakuzu Takayama
- Hitoshi Tenma
- Hoji Yonekura
- Shuta Yoshino

### Fechten
| Männer - Toshiaki Araki - Mitsuyuki Funamizu - Teruhiro Kitao - Kazuo Mano - Katsutada Minatoi - Heizaburō Ōkawa - Seiji Shibata - Fujio Shimizu - Kazuhiko Tabuchi - Takeshi Teshima - Sosuke Toda | Frauen - Yoshie Komori - Tomoko Owada - Yoshie Takeuchi - Tamiko Yasui |

### Fußball
Männer
- Viertelfinale

- Kader
  - Tor

1 Tsukasa Hosaka
21 Kenzō Yokoyama
  - Abwehr

2 Hiroshi Katayama
3 Masakatsu Miyamoto
4 Ryūzō Hiraki
5 Yoshitada Yamaguchi
7 Hisao Kami
8 Mitsuo Kamata
9 Kiyoshi Tomizawa
  - Mittelfeld

6 Ryōzō Suzuki
10 Aritatsu Ogi
11 Takaji Mori
12 Saburō Kawabuchi
16 Teruki Miyamoto
17 Shōzō Tsugitani
  - Sturm

13 Shigeo Yaegashi
14 Masashi Watanabe
15 Kunishige Kamamoto
18 Ryuichi Sugiyama

Trainer der japanischen Auswahl war der Deutsche Dettmar Cramer.

### Gewichtheben
Männer
- Hiroshi Fukuda
- Yukio Furuyama
- Shirō Ichinoseki
Bronze  Bantamgewicht
- Sadahiro Miwa
- Yoshinobu Miyake
Gold  Federgewicht
- Masashi Ohuchi
Bronze  Mittelgewicht
- Hiroshi Yamazaki

### Hockey
Männer
- 7. Platz
- Kunio Iwahashi
- Shigeo Kaoku
- Seiji Kihara
- Hiroshi Miwa
- Michio Okabe
- Akio Takashima
- Kenji Takizawa
- Hiroshi Tanaka
- Tetsuya Wakabayashi
- Junichi Yamaguchi
- Toshihiko Yamaoka
- Katsuhiro Yuzaki
- Tsuneya Yuzaki

### Judo
Männer
- Isao Inokuma
Gold  Schwergewicht
- Akio Kaminaga
Silber  Offene Klasse
- Takehide Nakatani
Gold  Leichtgewicht
- Isao Okano
Gold  Mittelgewicht

### Kanu
| Männer - Izumi Etō - Daisaburō Honda - Shun’ichi Iwamura - Katsufusa Kashimura - Hideo Kobayashi - Tadamasa Satō - Hideo Higashiyama - Tomio Sumimoto - Yūji Umezawa - Shōji Yoshio | Frauen - Keiko Okamoto - Hiroko Ōshima |

### Leichtathletik
| Männer - Yoshihiro Amano - Kiyoshi Asai - Tadamasa Ejiri - Teruo Funai - Hirotada Hayase - Toru Honda - Hideo Iijima - Keiko Iijima - Noboru Ishiguro - Teruo Itokawa - Satsuo Iwashita - Masaru Kamata - Hideta Kanai - Shohei Kaneko - Shohei Kasahara - Koro Kawazu - Kenji Kimihara - Kiue Kuribayashi - Takashi Miki - Sumio Miwa - Kinya Miyazaki - Mamoru Morimoto - Hisao Morita - Yojiro Muro - Yasuo Naito - Keiji Ogushi - Noboru Okamoto - Takayuki Okazaki - Zenji Okuzawa - Tomio Ota - Masashi Otsubo - Kazuo Saitō - Kōji Sakurai - Taketsugu Saruwatari - Takeo Sugawara - Kuniyoshi Sugioka - Shosuke Suzuki - Satoshi Takayanagi - Akira Tanaka - Tōru Terasawa - Yoshimasa Torii - Kōkichi Tsuburaya Bronze Marathon - Kazumi Watanabe - Hiroomi Yamada - Toichi Yamaguchi - Hirokazu Yasuda - Saburo Yokomizo - Masami Yoshida - Kiyoo Yui | Frauen - Reiko Ezoe - Takao Inoguchi - Makiko Izawa - Misako Katayama - Masako Kisaki - Sachiko Kishimoto - Emiko Koumaru - Etsuko Miyamoto - Seiko Obonai - Kiyoko Ogawa - Hiroko Satō - Miyuki Takahashi - Mitsuko Torii - Hiroko Uchida-Yokoyama - Ikuko Yoda |

### Moderner Fünfkampf
Männer
- Yoshihide Fukutome
- Shigeki Mino
- Shigeaki Uchino

### Radsport
Männer
- Toshiro Akamatsu
- Hirotsugu Fukuhara
- Norio Hotogi
- Fujio Itō
- Takehisa Katō
- Tsuyoshi Kawachi
- Hideo Madarame
- Masashi Ōmiya
- Katsuhiko Sato
- Yoshio Shimura
- Kosaku Takahashi
- Toshimitsu Teshima
- Masanori Tsuji
- Hiromi Yamafuji
- Hiroshi Yamao

### Reiten
- Mikio Chiba
- Hiroshi Hoketsu
- Kikuko Inoue
- Yuzo Kageyama
- Masanori Katsumoto
- Rikutoshi Maeda
- Masaki Matsudaira
- Yoritsune Matsudaira
- Nagahira Okabe
- Shinzo Sasa

### Ringen
Männer
- Tokuaki Fujita
- Tsutomu Hanahara
Gold  Fliegengewicht griechisch-römisch
- Kenjiro Hiraki
- Iwao Horiuchi
Bronze  Leichtgewicht Freistil
- Masamitsu Ichiguchi
Gold  Bantamgewicht griechisch-römisch
- Shunichi Kawano
- Sadao Kazama
- Akira Nakaura
- Masanori Saito
- Kōji Sakurama
- Tatsuo Sasaki
- Tsuneharu Sugiyama
- Yōjirō Uetake
Gold  Bantamgewicht Freistil
- Osamu Watanabe
Gold  Federgewicht Freistil
- Yasuo Watanabe
- Yoshikatsu Yoshida
Gold  Fliegengewicht Freistil

### Rudern
Männer
- Hideaki Aida
- Toshihiro Hamada
- Shin Hasegawa
- Yasuji Honma
- Susumi Hosoya
- Katsuhiko Ihara
- Hajime Ishikawa
- Tsugio Itō
- Satoomi Kasagi
- Ryuzo Kikuchi
- Bunzo Kimura
- Takao Kogo
- Norimasa Kurosaki
- Osamu Mandai
- Yukio Matsuda
- Shunsuke Miki
- Koichi Miyano
- Yasushi Murase
- Hideo Oe
- Tsuneo Ogasawara
- Yoshihiro Onishi
- Naoji Sato
- Masahiro Takatsuki
- Koju Tsukamoto
- Masakatsu Yamanouchi
- Noriichi Yoshino

### Schießen
Männer
- Toshiyasu Ishige
- Takao Ishii
- Kanji Kubo
- Osamu Ochiai
- Akihiro Rinzaki
- Shigemi Saito
- Mitsuo Sanami
- Shinji Takahashi
- Hajime Watanuki
- Yoshihisa Yoshikawa
Bronze  Freie Pistole 50 m

### Schwimmen
| Männer - Tatsuo Fujimoto - Makoto Fukui Bronze 4 × 200 m Freistil - Shigeo Fukushima - Tadaharu Goto - Katsuki Ishihara - Kenji Ishikawa - Keisuke Itō - Kazuyuki Iwamoto - Kunihiro Iwasaki Bronze 4 × 200 m Freistil - Yoshinori Kadonaga - Kenjiro Matsumoto - Isao Nakajima - Satoru Nakano - Atsushi Obayashi - Yukiaki Okabe Bronze 4 × 200 m Freistil - Isagi Osumi - Sueaki Sasaki - Kosuke Sato - Yoshiaki Shikishi - Toshio Shōji Bronze 4 × 200 m Freistil - Osamu Tsurumine - Takeshi Yamakage - Tsuyoshi Yamanaka Bronze 4 × 200 m Freistil - Haruo Yoshimuta | Frauen - Miyoko Azuma - Kimiko Ezaka - Kazue Hayakawa - Michiko Kihara - Tazuko Kikutani - Toyoko Kimura - Natsuko Matsuda - Yoshiko Morizane - Hiroko Saito - Kimiko Sato - Eiko Takahashi - Satoko Tanaka - Ryoko Urakami - Noriko Yamamoto |

### Segeln
- Tadashi Funaoka
- Takeshi Hagiwara
- Teruyuki Horie
- Masayuki Ishii
- Kenjiro Matsuda
- Fujiya Matsumoto
- Takafumi Okubo
- Yasutoshi Tagami
- Saburo Tanamachi
- Takashi Yamada
- Masao Yoshida

### Turnen
| Männer - Gold Mannschaftsmehrkampf - Yukio Endō Gold Einzelmehrkampf Silber Boden Gold Barren - Takuji Hayata Gold Ringe - Takashi Mitsukuri - Takashi Ono - Shūji Tsurumi Silber Einzelmehrkampf Silber Barren Silber Seitpferd - Haruhiro Yamashita Gold Pferd | Frauen - Bronze Mannschaftsmehrkampf - Ginko Abukawa-Chiba - Taniko Nakamura-Mitsukuri - Kiyoko Ono - Toshiko Aihara - Keiko Tanaka-Ikeda - Hiroko Tsuji |

### Volleyball
| Männer - Bronze - Yutaka Demachi - Naohiro Ikeda - Toshiaki Kosedo - Tsutomu Koyama - Masayuki Minami - Teruhisa Moriyama - Katsutoshi Nekoda - Yasutaka Satō - Sadatoshi Sugahara | Frauen - Gold - Yoko Fujimoto - Yuriko Handa - Sata Isobe - Masae Kasai - Masako Kondo - Katsumi Matsumura - Yoshiko Matsumura - Emiko Miyamoto - Setsuko Sasaki - Ayano Shibuki - Yoko Shinozaki - Kinuko Tanida |

### Wasserball
Männer
- Vorrunde
- Hachiro Arakawa
- Shigenobu Fujimoto
- Mineo Kato
- Keisuke Satsuke
- Yoji Shimizu
- Koki Takagi
- Kazuya Takeuchi
- Takashi Yokoyama

### Wasserspringen
| Männer - Yosuke Arimitsu - Shunsuke Kaneto - Toshio Otsubo - Tadao Tosa - Toshio Yamano | Frauen - Hatsuko Hirose-Kawai - Keiko Osaki-Otsubo - Kanoko Mabuchi - Kumiko Watanabe |